# Episodi di American Sports Story
La prima stagione della serie televisiva American Sports Story è andata in onda sulla rete televisiva statunitense FX dal 17 settembre 2024.
In Italia, la stagione è disponibile in lingua originale sottotitolata in italiano dal 20 novembre 2024 su Disney+.
| n. | Titolo originale                     | Titolo italiano                   | Pubblicazione originale | Pubblicazione italiana |
| -- | ------------------------------------ | --------------------------------- | ----------------------- | ---------------------- |
| 1  | If It's to Be                        | Se così deve essere               | 17 settembre 2024       | 20 novembre 2024       |
| 2  | Consequences, with Extreme Prejudice | Conseguenze, con estremo giudizio | 17 settembre 2024       | 20 novembre 2024       |
| 3  | Pray the Gay Away                    | Speriamo che vada via             | 24 settembre 2024       | 20 novembre 2024       |
| 4  | Birthday Money                       | I soldi per il compleanno         | 1 ottobre 2024          | 20 novembre 2024       |
| 5  | The Man                              | L'uomo                            | 8 ottobre 2024          | 20 novembre 2024       |
| 6  | Herald Street                        | Herald Street                     | 15 ottobre 2024         | 20 novembre 2024       |
| 7  | Dirty Pain                           | Dolore sporco                     | 22 ottobre 2024         | 20 novembre 2024       |
| 8  | Odin                                 | Odino                             | 29 ottobre 2024         | 20 novembre 2024       |
| 9  | What's Left Behind                   | Ciò che rimarrà                   | 5 novembre 2024         | 20 novembre 2024       |
| 10 | Who Killed Aaron Hernandez?          | Chi ha ucciso Aaron Hernandez?    | 12 novembre 2024        | 20 novembre 2024       |